# Club Rocker
Club Rocker è il secondo singolo estratto dal secondo album in studio, I Am the Club Rocker, della cantante rumena Inna. Dopo molti mesi di speculazioni, il titolo è stato rivelato dalla cantante stessa attraverso il suo sito web. La canzone ha debuttato il 30 maggio 2011 alle 00:30 (GMT-1). Inna ha eseguito il brano con il rapper statunitense Flo Rida; una versione da solista è stata pubblicata sul canale YouTube della cantante il 20 giugno 2011.. Inoltre Inna ha caricato sul suo canale YouTube la versione acustica del singolo.

## Aspetti generali
Inna ha annunciato, durante uno show a "Fun Radio" in Francia, che questa canzone sarebbe certamente stata il suo futuro singolo. Questo brano è molto diverso dai singoli precedenti, avendo optato per un sound più British. Club Rocker contiene un campione dal coro da Seight dei "Bass Attitude". La canzone viene messa in anteprima il 30 maggio 2011 alle 00:30 (ora rumena) tramite Facebook e YouTube. "Club Rocker" è un brano synthpop e up-tempo con "twisted techno riffs" e una "produzione show-off"; il suo ritornello "a scatti" è accompagnato da "massicci" electro-beat con una durata di 3 minuti e 34 secondi. Liricamente, la canzone ha un'atmosfera di festa.
Il brano è stato scritto e prodotto dal trio rumeno Play & Win membri Sebastian Barac, Radu Bolfea e Marcel Botezan.

## Video Musicale
Il videoclip è stato girato da Alex Herron, con il quale la cantante aveva già collaborato per il brano Sun Is Up (2010), il tutto nell'arco di tre giorni a Braşov e Bucarest, in Romania. Maz Makhani è stato direttore della fotografia. È stata redatta una speciale richiesta di casting per un ruolo nel video, con il vincitore determinato dopo aver scaricato Internet Explorer 9 e aver risposto ad alcune domande su Inna. La clip è stata caricata sul canale YouTube della cantante il 26 giugno 2011, preceduta dalla pubblicazione di un'anteprima di 27 secondi il 13 dello stesso mese.
Il video si apre con alcune donne che riparano un'automobile in un centro di assistenza auto. Segue Inna che emerge da una macchina nera, indossa un bolero di pelle nera, blue jeans e stivali di pizzo con il tacco alto. Appare quindi twittando sul suo telefono a un altro addetto all'assistenza ("Thomas11") e fa ondeggiare un fazzoletto davanti alla telecamera, in seguito al quale lo spettatore viene presentato a una gara di rally tra Inna e un uomo. La scena successiva è ambientata all'interno della macchina del cantante, guidata da Mihai Leu, indossando una giacca di pelle grigia. Durante il coro, la cantante cambia i suoi vestiti accompagnato da altri tre ballerini di sottofondo femminile in un ascensore oscurato. Sfoggiando un abito nero, la cantante entra in una sala da ballo e canta alla canzone di fronte a una gabbia con un leone al suo interno. I Play & Win fanno un cameo in cui suonano una tastiera Yamaha circondati dalla folla festante. Nella scena finale del video, Inna si collega con "Thomas11", che aveva precedentemente perso la gara.

## Esibizioni
Inna ha promosso il nuovo singolo in Francia, apparendo in diretta su "Fun Radio" il 30 maggio. Nella stessa data, si è esibirà con “Club Rocker” in diretta su “Cauet” (NRJ Radio).
Inna si è esibita con il brano allo “Starfloor 2011” al Palais Omnisports di Parigi-Bercy.
Inna ha anche cantato una versione ridotta di "Club Rocker", mentre si trovava sul set del video. Ha postato il video mentre cantava su YouTube, che è stata elogiata dalla critica. Ha anche eseguito il singolo dal vivo per la prima volta durante il suo concerto "Inna: Live la Arenele Romane" a Bucarest il 17 maggio 2011, mentre appare anche su "NRJ" in Francia e "Europa FM" in Romania per cantare la canzone il 30 maggio e il 17 giugno 2011, rispettivamente. La cantante ha anche eseguito il brano il 23 luglio 2011 durante l'NRJ Music Tour a Beirut e allo "Starfloor" il 26 novembre 2011 presso il "Palais Omnisports de Paris-Bercy" a Parigi. Altre esibizioni dal vivo di "Club Rocker" si sono verificate durante la serie "Rock the Roof" di YouTube di Inna sul tetto di un edificio a Parigi il 22 dicembre 2011 e al "World Trade Center" di Città del Messico nel settembre 2012 insieme ad altro materiale da I Am the Club Rocker.

## Tracce
- Francia Digital Download (2011)[6]

1. "Club Rocker (Play & Win Radio Version)" (Solo Version) - 3:32

- Italia Digital Download (2011)[7]

1. "Club Rocker (Play & Win Radio Edit)" (Solo Version) - 3:32
2. "Club Rocker (Play & Win Extended Version)" - 4:16
3. "Club Rocker (Play & Win Remix)" - 4:09

- Spagna Digital Download (2011)[8]

1. "Club Rocker (Play & Win Radio Edit)" (Solo Version) - 3:32

- Belgio Digital Download (2011)[9]

1. "Club Rocker (Play & Win Radio Edit)" (Solo Version) - 3:32
2. "Club Rocker (Play & Win Extended Version)" - 4:16
3. "Club Rocker (Play & Win Remix)" - 4:09

- US Digital Download (2011)[8]

1. "Club Rocker (Play & Win Radio Edit)" (Solo Version) - 3:32
2. "Club Rocker (Play & Win Extended Version)" - 4:16
3. "Club Rocker (Play & Win Remix)" - 4:09

- Francia CD Singolo (2011)[10]

1. "Club Rocker" (con Flo Rida) - 3:34
2. "Club Rocker (Play & Win Radio Edit)" (Solo Version) - 3:32
3. "Club Rocker (Play & Win Extended Version)" - 4:16
4. "Club Rocker (Play & Win Remix)" - 4:09

- US Remixes Digital Download (2011)[11]

1. "Club Rocker (Odd Remix Radio Edit)" - 3:37
2. "Club Rocker (Odd Remix)" - 6:07
3. "Club Rocker (Allexinno Remix)" - 6:22
4. "Club Rocker (Adrian Sina Remix)" - 4:30
5. "Club Rocker (DJ Assad Version)" - 3:39
6. "Club Rocker (The Perez Brothers Remix)" - 5:17

- Francia Vinyl Released (2011)[12]

1. "Club Rocker (Play & Win Extended Version)" - 4:16 (A-Side 1)
2. "Club Rocker (The Perez Brothers Remix)" - 5:17 (A-Side 2)
3. "Club Rocker (Allexinno Remix)" - 6:22 (B-Side 1)
4. "Club Rocker" (con Flo Rida) - 3:34 (B-Side 2)

- Giappone CD Singolo Promo (2012)

1. "Club Rocker" (con Flo Rida) - 3:34

- UK Digital Download (2012)[13]

1. "Club Rocker (Cutmore Remix Radio Edit)" - 2:51
2. "Club Rocker (Cutmore Extended Mix)" - 4:20
3. "Club Rocker (Play & Win Radio Edit)" (Solo Version) - 3:32
4. "Club Rocker (Play & Win Extended Version)" - 4:16
5. "Club Rocker (Odd Remix Radio Edit)" - 3:37
6. "Club Rocker (Odd Remix)" - 6:07
7. "Club Rocker (DJ Assad Version)" - 3:39
8. "Club Rocker (Pat Farrell Remix)" - 6:29

## Classifiche
Il brano inoltre fa il suo ingresso nella classifica ufficiale statunitense redatta dalla rivista Billboard nella categoria "Global Dance Songs" alla posizione numero 24, compresa anche la "Japan Hot 100" alla posizione numero 55 per il Giappone.
| Classifica (2011/2012) | Posizione massima |
| ---------------------- | ----------------- |
| Austria                | 14                |
| Belgio (Fiandre)       | 36                |
| Belgio (Vallonia)      | 29                |
| Danimarca              | 26                |
| Francia                | 32                |
| Germania               | 55                |
| Libano                 | 4                 |
| Italia                 | 89                |
| Paesi Bassi            | 79                |
| Polonia                | 20                |
| Repubblica Ceca        | 39                |
| Romania                | 42                |
| Russia                 | 46                |
| Slovacchia             | 11                |
| Svizzera               | 64                |
| Turchia                | 13                |

## Date di pubblicazione
| Nazione     | Data             | Formato                  | Etichetta         |
| ----------- | ---------------- | ------------------------ | ----------------- |
| Romania     | 30 maggio 2011   | Airplay                  | Roton Records     |
| Francia     | 30 maggio 2011   | Digital Download         | Airplay Records   |
| Italia      | 13 giugno 2011   | Digital Download         | Do It Yourself    |
| Spagna      | 20 giugno 2011   | Digital Download         | Roton Records     |
| Belgio      | 24 giugno 2011   | Digital Download         | ARS Entertainment |
| Stati Uniti | 26 luglio 2011   | Digital Download         | Ultra Records     |
| Francia     | 22 agosto 2011   | CD Singolo               | Airplay Records   |
| Stati Uniti | 30 agosto 2011   | Remixes Digital Download | Ultra Records     |
| Francia     | 9 settembre 2011 | Vinile                   | Ibiza Club 79     |
| Giappone    | 11 luglio 2012   | CD Singolo Promo         | Worner Music      |
| Regno Unito | 11 novembre 2012 | Digital Download         | 3Beat             |